# Chiostri di Santa Teresa degli Scalzi

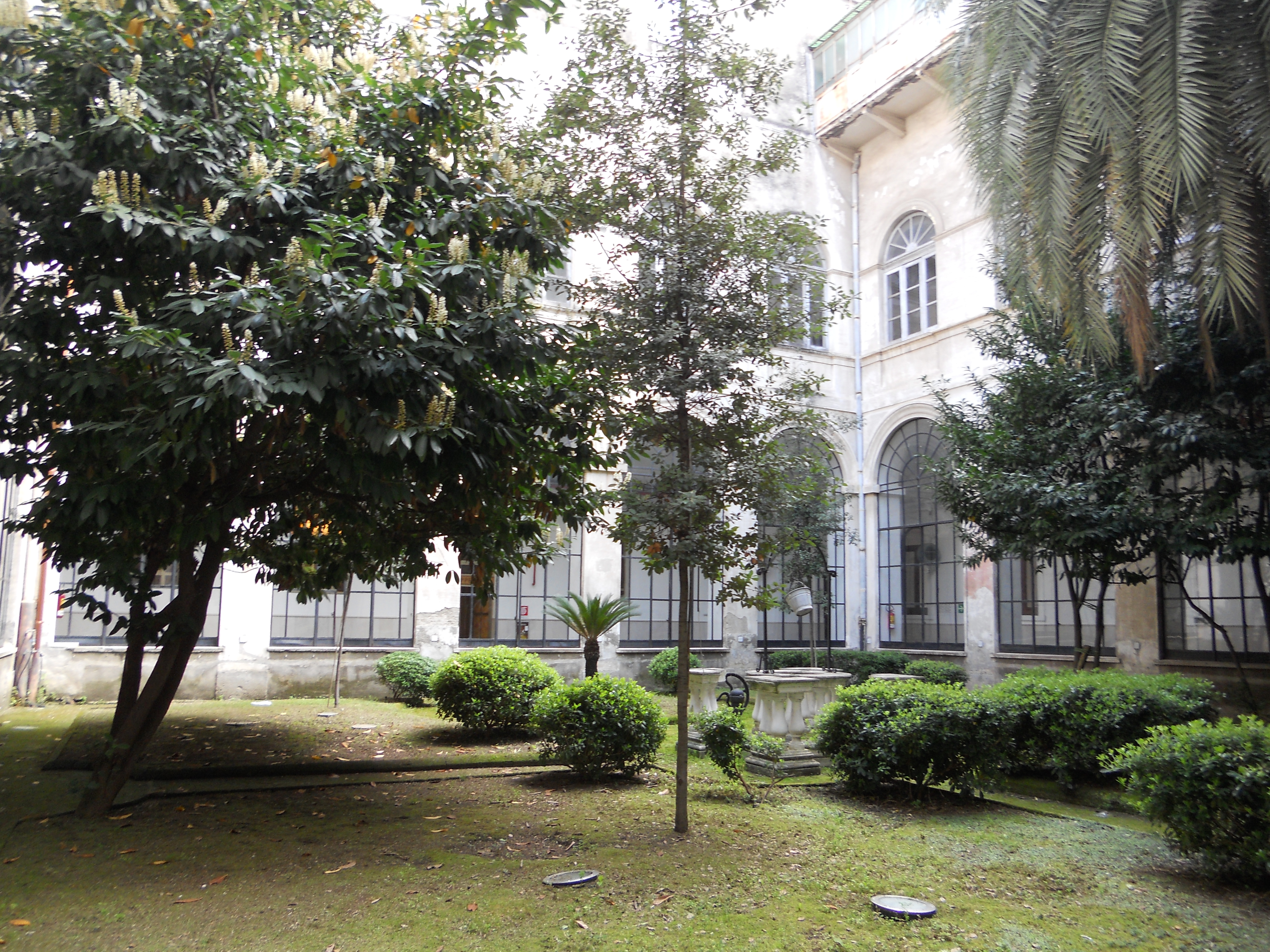
Il chiostro grande

I chiostri di Santa Teresa degli Scalzi sono due chiostri monumentali di Napoli situati in via Santa Teresa degli Scalzi.
Furono eretti al principio del Seicento da Giovan Giacomo di Conforto, su commissione dei frati carmelitani, all'interno di un palazzo da loro acquistato.
All'inizio del Ottocento i due chiostri hanno rischiato di essere del tutto distrutti per un grandioso progetto di ampliamento del vicino Real Museo Borbonico, proposto dall'architetto Francesco Maresca. Sebbene il progetto fosse stato approvato dal Consiglio dei ministri nel 1802, per la strenua opposizione dei conventuali Teresiani esso non fu mai realizzato e neppure cominciato.
Oggi i chiostri sono di proprietà dell'istituto per non vedenti Paolo Colosimo. Il chiostro piccolo è stato modificato e adibito a sala interna, la cosiddetta sala delle vendite, mentre il chiostro grande, a pianta rettangolare con splendido pozzo in marmo e ornato da alcune essenze arboree, non presenta modifiche sostanziali se non la chiusura mediante finestre delle arcate.